# 希勒巴赫河
51°15′29.5″N 8°31′46.1″E / 51.258194°N 8.529472°E

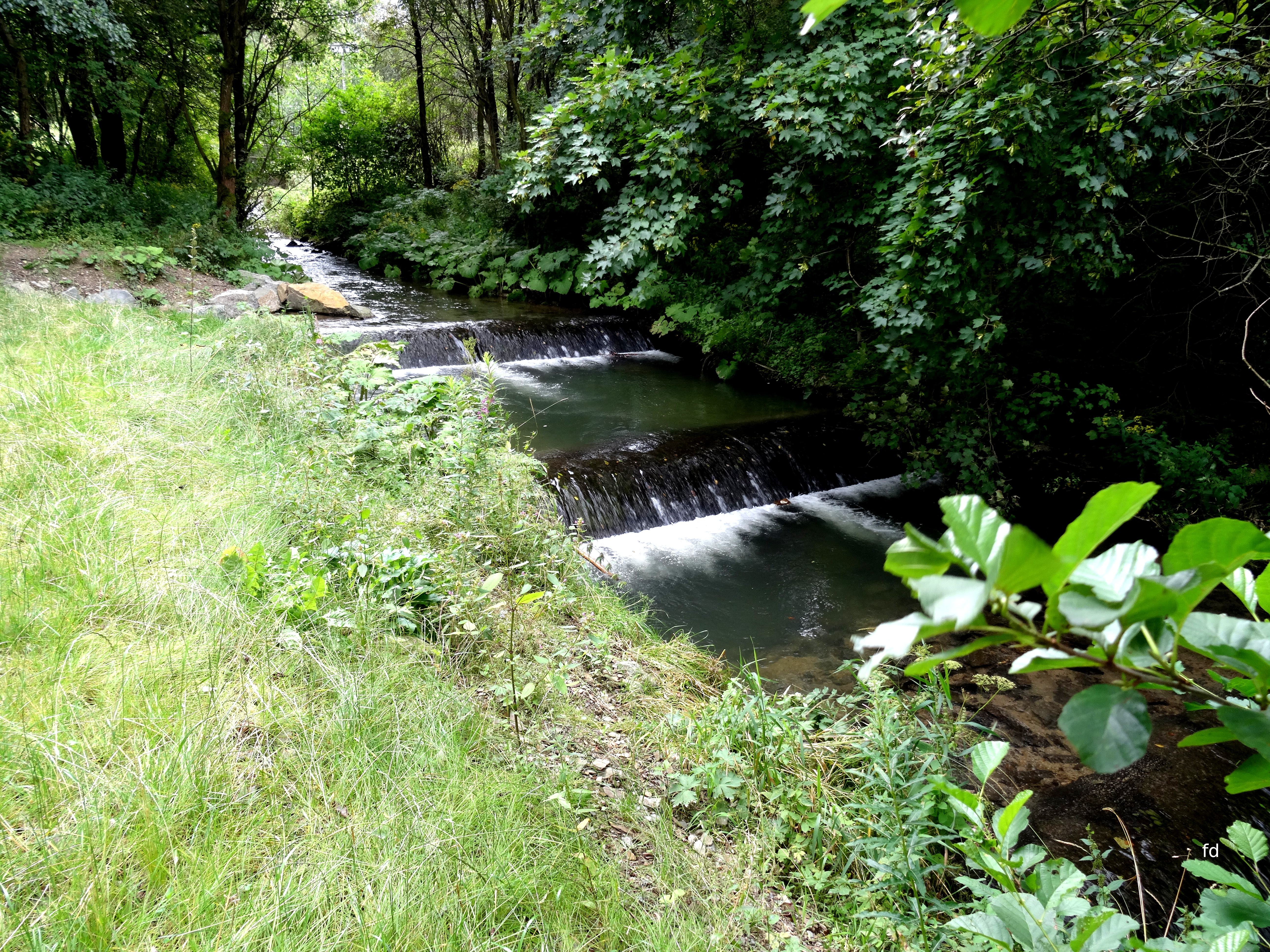

希勒巴赫河（德語：Hillebach），是德國的河流，位於該國西部，處於北萊茵-威斯特法倫州，屬於魯爾河的右支流，河道全長7.7公里，流域面積17平方公里。